# Kanton Cahors-1
Der Kanton Cahors-1 ist seit 2015 ein französischer Wahlkreis im Arrondissement Cahors, im Département Lot und in der Region Okzitanien; sein Hauptort ist Cahors. 

## Gemeinden
Der Kanton besteht aus drei Gemeinden und Gemeindeteilen mit insgesamt 11.793 Einwohnern (Stand: 1. Januar 2022) auf einer Gesamtfläche von 50,78 km²:
| Gemeinde        | Einwohner 1. Januar 2022 | Fläche km² | Dichte Einw./km² | Code INSEE | Postleitzahl |
| --------------- | ------------------------ | ---------- | ---------------- | ---------- | ------------ |
| Cahors          | 7.068                    | 27,05      | 261              | 46042      | 46000        |
| Mercuès         | 1.125                    | 7,24       | 155              | 46191      | 46090        |
| Pradines        | 3.600                    | 16,49      | 218              | 46224      | 46090        |
| Kanton Cahors-1 | 11.793                   | 50,78      | 232              | 4601       | –            |

1. ↑   Nur der nordwestliche Teil der Gemeinde, der Rest verteilt sich auf die Kantone Cahors-2 und Cahors-3.